# NGC 1427A
NGC 1427A je nepravilna galaksija u zviježđu Kemijska peć. Dio je klastera Kemijske peći.
NGC 1427A je više od 20 000 svjetlosnih godina u promjeru i sličan je Velikom Magellanovom oblaku. Rezultirajući pritisak daje galaksiji obris strelice i pokreće velike epizode formiranja zvijezda.
Pod utjecajem galaktičke plime, NGC 1427A putuje u središte klastera Kemijske peći brzinom od oko 600 km u sekundi. Njegov karakteristični oblik strelice oblikovan je ovim brzim pokretom prema gore. Interakcija NGC 1427A s plinovima i galaksijama u klateru tijekom njegovog putovanja uzrokovat će poremećaj galaksije u sljedećih milijardu godina, događaj koji je bio uobičajen tijekom evolucije svemira, ali postaje sve rjeđi.

## Vanjske poveznice
- SEDS: NGC 1427A